# آرگومان (آنالیز مختلط)

شکل 1. این صفحه مختلط یک عدد مختلط را روی صفحه مشخص می کند. برای هر نقطه از صفحه ، تابعی است که زاویه را برمی گرداند.

آرگومان در آنالیز مختلط یعنی زاویه‌ای که یک عدد مختلط با محور افقی (محور حقیقی) می‌سازد. اگر عدد مختلط را مثل نقطه‌ای در صفحه در نظر بگیریم، آرگومان جهت آن را نسبت به مبدأ نشان می‌دهد. این زاویه کمک می‌کند که عدد را به‌جای نوشتن با مختصات کارتزین (مثل a + bi)، با مختصات قطبی (فاصله و زاویه) نمایش دهیم. 
مفهوم آرگومان ساخته شده چون در بسیاری از کاربردهای فیزیکی، الکترونیکی و ریاضیاتی، جهت یک کمیت اهمیت دارد، نه فقط اندازه‌اش. برای نمونه، در مسائل موج، چرخش، مدارهای الکتریکی یا حتی در جبر، دانستن زاویه یا جهت عدد مختلط ضروری است.
در ریاضیات، آرگومان یک تابع چند مقداری است که بر روی اعداد مختلط غیر صفر کار می کند. مثلاً عدد مختلط z را که در صفحه مشخص شده در نظر بگیرید، آرگومان z زاویه ای بین محور حقیقی مثبت و خط واصل نقطه z به نقطه مبدأ می‌باشد که در شکل 1 با φ نشان داده شده است و با arg z مشخص می گردد. برای تعریف به صورت یک تابع تک مقداری، از مقدار اصلی آرگومان (که گاهی با Arg z آن را نمایش می دهند) استفاده می شود. این امر صورت گرفته تا یک مقدار منحصر به فرد (فقط آن مقداری که در بازه {\displaystyle -\pi } تا {\displaystyle \pi } است) به عنوان خروجی تابع آرگومان مشخص گردد.

## تعریف در دستگاه مختصات قطبی
از نظر هندسی، در دستگاه مختصات قطبی ، {\displaystyle \phi } زاویه از محور حقیقی مثبت تا بردار مشخصه z است. مقدار عددی زاویه در واحد رادیان بیان می شود و اگر در جهت خلاف حرکت عقربه های ساعت اندازه گیری شود مثبت است. از نظر جبری ، به ازای هر مقدار حقیقی φ داریم:
{\displaystyle z=r(\cos \varphi +i\sin \varphi )=re^{i\varphi }}
برای مقادیر مثبت r ( با توجه به فرمول اویلر ) مقدار r برابر قدر مطلق z ، با علامت | z | است: 
{\displaystyle r={\sqrt {x^{2}+y^{2}}}.}